# اصغر کفشچیان مقدم
اصغر کفشچیان مقدم (۱۳۴۲–۱۴۰۰) 
زاده‌ی مشهد
درگذشته در تهران
نقاش ایرانی و دانشیار دانشکدهٔ هنرهای تجسمی دانشگاه تهران بود.

## زندگی
کفشچیان مقدم در مشهد به دنیا آمد. او دکترای هنرهای تجسمی داشت و به عنوان طراح، نقاش، هنرمند حوزه هنر جدید و پژوهشگر و عضو هیئت علمی پردیس هنرهای زیبای دانشگاه تهران فعالیت می‌کرد.
از سوابق کفشچیان مقدم می‌توان به انتشار کتاب‌های مجموعه کاریکاتور، چاپ آثار کاریکاتور در نشریات داخلی، مدیر گروه نقاشی و مجسمه‌سازی دانشکده هنرهای تجسمی دانشگاه تهران، مؤلف مقالات متعدد در زمینه هنرهای تجسمی و هنر جدید در نشریات فرهنگی و هنری، دبیر سومین و چهارمین نمایشگاه هنر جدید تهران، داور و عضو شورای سیاستگذاری و انتخاب آثار چند نمایشگاه جشنواره هنری و شرکت در نمایشگاه‌های متعدد داخلی و خارجی هنری اشاره کرد. او نقش فعالی به ویژه در نمایشگاه‌های «هنر مفهومی» و «هنر جدید» همچنین شوراهای انتخاب هنرمند برای دوسالانهٔ جهانی هنر ونیز داشت. او پس از ابتلا به کرونا به علت سکته قلبی در ۵۸ سالگی درگذشت.